# Tululbí
Tululbí ist eine Parroquia rural („ländliches Kirchspiel“) im Kanton San Lorenzo der ecuadorianischen Provinz Esmeraldas. Sitz der Verwaltung ist die Ortschaft Ricaurte. Die Parroquia besitzt eine Fläche von 352,07 km². Beim Zensus im Jahr 2010 betrug die Einwohnerzahl 2295. Für 2015 wurde eine Einwohnerzahl von 2318 prognostiziert.

## Lage
Die Parroquia Tululbí liegt im Küstentiefland im Nordwesten von Ecuador. Das Gebiet besitzt eine Längsausdehnung in NW-SO-Richtung von 32 km und liegt in Höhen zwischen 500 m und 2330 m. Der Río Tululbí, ein rechter Nebenfluss des Río Bogota, und dessen rechter Nebenfluss Río Palabi entwässern das Areal nach Nordwesten. Der Hauptort Ricaurte befindet sich knapp 17 km südöstlich vom Kantonshauptort San Lorenzo am Rechtsufer des Río Tululbi unterhalb der Einmündung des Río Palabi. 2,5 km westlich von Ricaurte verläuft die Fernstraße E10 (Ibarra-San Lorenzo).
Die Parroquia Tululbí grenzt im äußersten Nordwesten an die Parroquia San Lorenzo, im Norden und im Osten an die Parroquia Mataje, im Südosten an die Provinz Carchi mit der Parroquia Tobar Donoso (Kanton Tulcán), im Süden an die Parroquia Alto Tambo, im Südwesten an die Parroquia Santa Rita sowie im Westen an die Parroquias Carondelet und Calderón.

## Bevölkerung, Orte und Siedlungen
30 Prozent der Bevölkerung betrachten sich als Afroecuadorianer. Sie leben im Hauptort sowie in den Recintos Guarumo und Providencia de Dios. 25 Prozent der Bevölkerung stellen Indigene. Diese sind über die Comunidades Balsareño, La Ceiba, Pambilar und Guadualito verteilt. 21 Prozent sind Mestizen. Diese leben hauptsächlich in den Recintos La Sirena, Guayabal und Minas Viejas. Im Hauptort und im Recinto Guarumo leben ebenfalls Mestizen. Ferner betrachten sich knapp 16 Prozent der Bevölkerung als Schwarze (Negros), 6,5 Prozent als Mulatten, 0,7 Prozent als Montubio sowie 1,8 Prozent als Weiße.

## Geschichte
Die Parroquia Tululbí wurde am 16. September 1955 gegründet.